# Escola de Engenharia de São Carlos da Universidade de São Paulo
A Escola de Engenharia de São Carlos da Universidade de São Paulo (EESC-USP) é uma unidade da Universidade de São Paulo, localizada no campus de São Carlos, dedicada ao ensino, pesquisa e extensão na área de engenharia.

## História

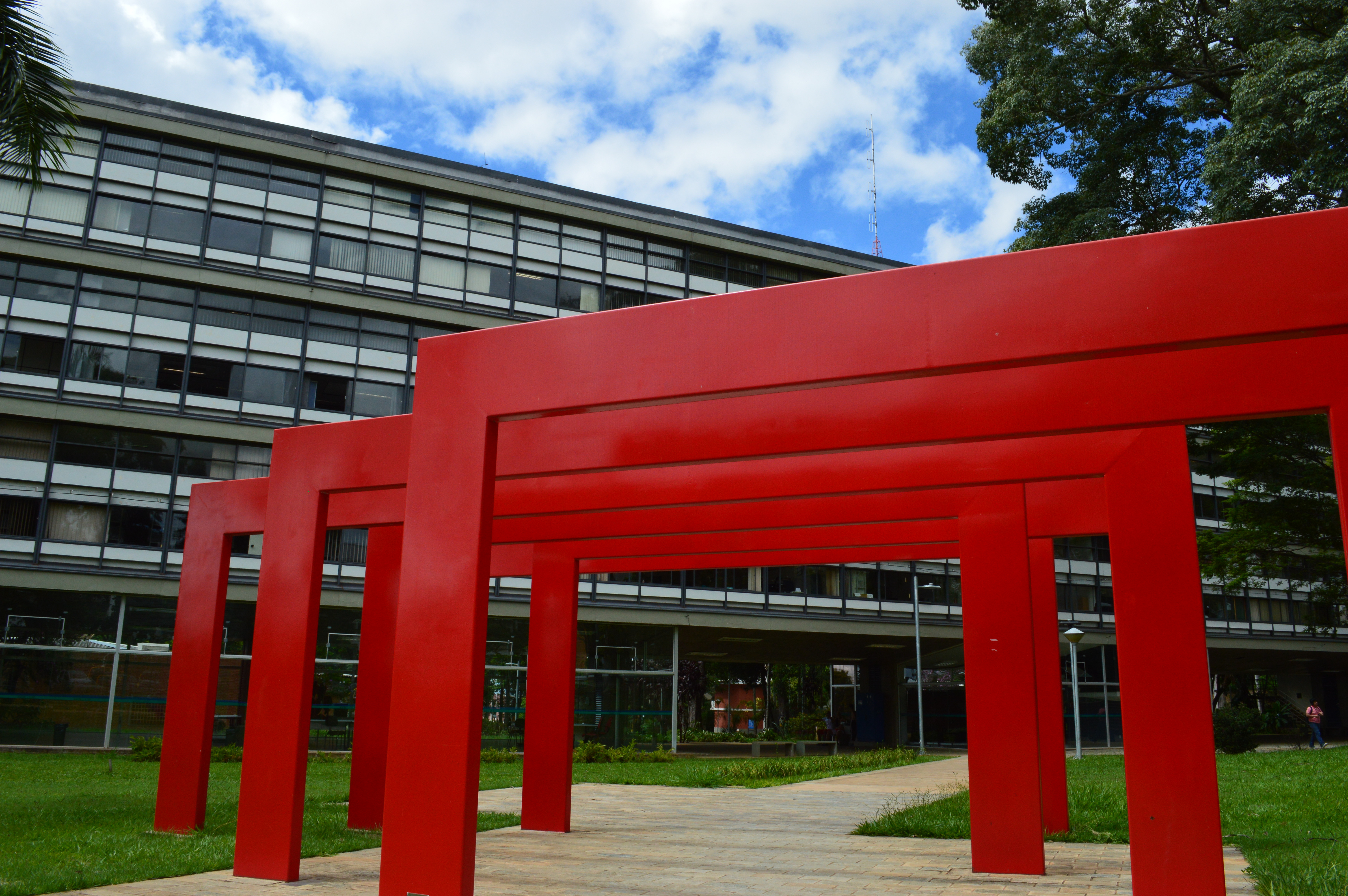
Portal Décadas, monomento localizado no campus da Universidade de São Paulo em São Carlos

Criada pela Lei Estadual nº 161, de 1948, pouco após o final da Segunda Guerra Mundial e implantada em dezembro de 1952, a Escola de Engenharia de São Carlos da Universidade de São Paulo, EESC-USP, instalou-se no prédio cedido em caráter provisório pela antiga sede da Societá Dante Alighieri, edificação tombada pelo CONDEPHAAT, utilizado atualmente pelo Centro de Divulgação Científica e Cultural da USP (CDCC).
O primeiro concurso vestibular realizou-se em 1953, com a oferta de cinquenta vagas para ingresso no Curso de Engenharia, com vistas às Habilitações em Engenharia Civil e Engenharia Mecânica. Inscreveram-se duzentos interessados, dentre os quais foram selecionados trinta e nove. Sendo que a aula inaugural aconteceu em 18 de abril de 1953, pelo então Governador do Estado de São Paulo Lucas Nogueira Garcez, que também era engenheiro e o curso teve início no dia 22 do mesmo mês, dia que foi também fundado o Centro Acadêmico Armando de Salles Oliveira (CAASO), órgão representante do corpo discente .

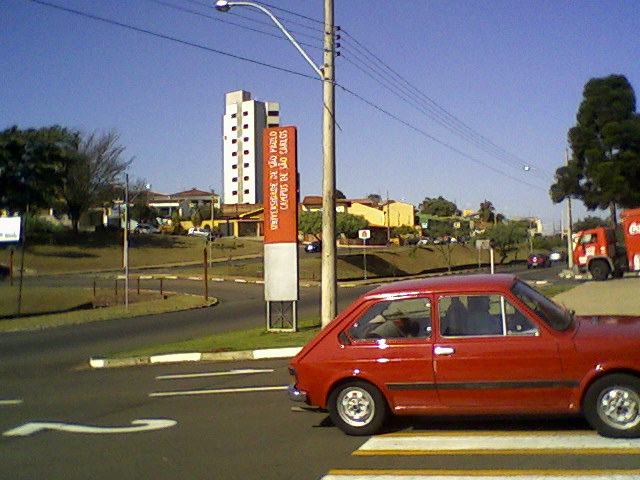
Entrada co Campus 1 da USP de São Carlos

Instituído em 1972, o Campus da USP em São Carlos foi integrado pela Escola de Engenharia de São Carlos e duas outras Unidades Universitárias que dela se originaram em 1971: o Instituto de Ciências Matemáticas de São Carlos, atualmente denominado Instituto de Ciências Matemáticas e de Computação (ICMC), e o Instituto de Física e Química de São Carlos, posteriormente desmembrado em Instituto de Física de São Carlos (IFSC) e Instituto de Química de São Carlos (IQSC). No final de 2010 foi criado o Instituto de Arquitetura e Urbanismo (IAU), a partir do desmembramento do antigo Departamento de Arquitetura e Urbanismo da EESC, também como fruto da consolidação das atividades desenvolvidas na área.
A EESC figura-se como uma ilha de excelência no ensino e pesquisa das ciências exatas no interior do Estado de São Paulo, envolta de dezenas de pequenas empresas de tecnologia de ponta ligadas ao Parque Tecnológico de São Carlos (ParqTec).

### Lema
O lema adotado pelo seu primeiro Diretor, Prof. Theodoreto de Arruda Souto, em 1952 foi e continua sendo inspiração para seguidas gerações de estudantes de engenharia da EESC: Nesta casa se procura a verdade científica e a técnica de adaptação das energias da natureza a serviço da humanidade.

### Diretores da EESC
Ao longo de sua existência a Escola de Engenharia de São Carlos foi liderada pelos seguintes diretores:
- Theodoreto de Arruda Souto (1952-1967); também foi vice-diretor da EPUSP (1947)[18]
- Ruy Alberto Corrêa Altafim (1967-1970)
- Morency Arouca (1970-1974)
- Romeu Corsini (1975-1979)[19]
- Swami Marcondes Vilela (1979-1983)
- Dante Ângelo Osvaldo Martinelli (1983-1986)
- Marcius Fantozzi Giorgetti (1986-1990)
- Rosalvo Tiago Ruffino (1991-1995)
- Jurandyr Povinelli (1995-1999)
- Eugenio Foresti (1999-2003)
- Roco Lahr (2003-2007)
- Maria do Carmo Calijuri (2007-2011)
- Geraldo Roberto Martins da Costa (2011-2015)
- Paulo Sérgio Varoto (2015-2019)
- Edson Cezar Wendland (2019-atual)[20]

## O ciclo básico
Ao ingressar na Escola de Engenharia, o aluno inicia o chamado Ciclo Básico. Neste período, de duração de 2 anos, o estudante se dedicará integralmente ao estudo da Física (Física I, II, III e IV), Matemáticas (Cálculo I, II, III, Função de Variáveis Complexas, Geometria Analítica, Álgebra Linear, Métodos Numéricos I e II, Equações Diferenciais Ordinárias, etc.), Química (Química Geral I, Laboratório de Química Geral I, etc.), Computação e algumas disciplinas de História da Ciência. Neste período algumas disciplinas introdutórias do segmento do curso de engenharia escolhido serão ministradas. Ademais, é neste momento em que grande parte dos alunos se prepara para processos seletivos para realização de parte dos estudos em universidades estrangeiras, principalmente na Europa.

## Cursos da Escola de Engenharia

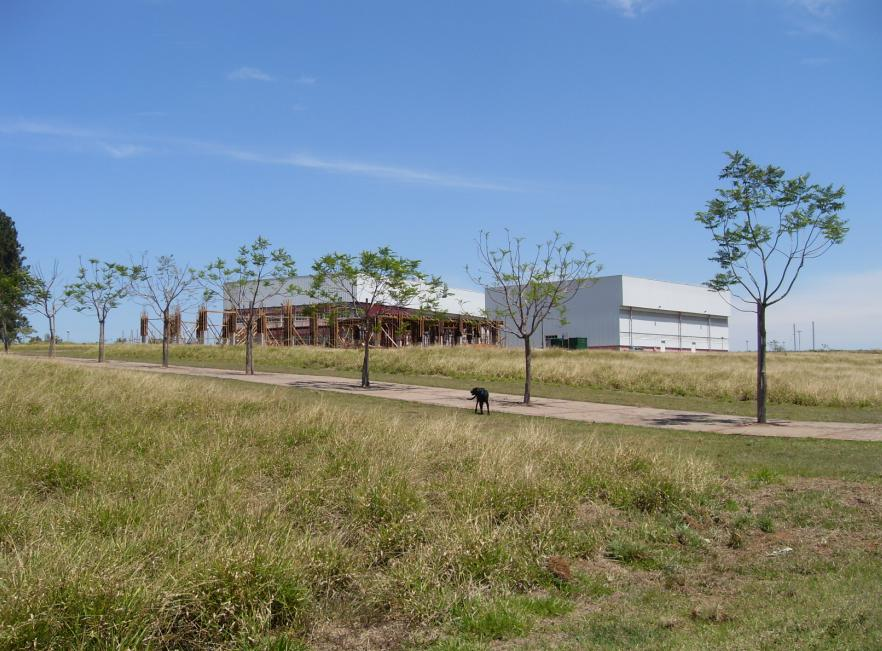
Prédios da Engenharia Aeronáutica no Campus 2

### Graduação
- Grande Área Civil
  - Engenharia Ambiental
  - Engenharia Civil
- Grande Área Elétrica
  - Engenharia de Computação (Interunidades EESC e ICMC)
  - Engenharia Elétrica - Ênfase em Eletrônica - CEE em Telecomunicações
  - Engenharia Elétrica - Ênfase em Eletrônica - CEE em Engenharia Biomédica
  - Engenharia Elétrica - Ênfase em Eletrônica - CEE em Instrumentação e Controle
  - Engenharia Elétrica - Ênfase em Eletrônica - CEE em Sistemas Digitais
  - Engenharia Elétrica - Ênfase em Sistemas de Energia e Automação
- Grande Área Mecânica
  - Engenharia Mecânica - Ênfase Aeronaves
  - Engenharia Mecânica - Ênfase Materiais Metálicos
  - Engenharia Mecânica - Ênfase Mecânica Plena
  - Engenharia Mecânica - Ênfase Mecatrônica
  - Engenharia Mecânica - Ênfase Projetos
  - Engenharia de Produção Mecânica
  - Engenharia Mecatrônica
  - Engenharia Aeronáutica[19]
- Grande Área Química
  - Engenharia de Materiais e Manufatura

(*)CEE - Certificação de Estudos Especiais.

### Pós-graduação
- Programa de Pós-Graduação em Arquitetura e Urbanismo
- Programa de Pós-Graduação em Engenharia de Estruturas
- Programa de Pós-Graduação em Engenharia de Produção
- Programa de Pós-Graduação em Engenharia Elétrica e Computação
- Programa de Pos-Graduacao em Engenharia Mecânica
- Programa de Pós-Graduação em Geotecnia
- Programa de Pós-Graduação em Engenharia Hidráulica e Saneamento
- Programa de Pós-Graduação em Ciências da Engenharia Ambiental
- Programa de Pós-Graduação em Engenharia de Transportes
- Programa de Pós-Graduação Interunidades Bioengenharia
- Programa de Pós-Graduação Interunidades em Ciência e Engenharia de Materiais

## Mobilidade internacional
A EESC tem firmado, parcerias acadêmicas internacionais com universidades de renome, localizadas principalmente na Europa. Atualmente existem 27 convênios ativos com instituições estrangeiras de ensino de engenharia e ciências, sendo algumas delas provedoras de bolsas de estudos e programas de dupla-formação (duplo-diploma), como os convênios com as École Centrale e a École Polytechnique de Paris, ou a Universidade de Tübingen, na Alemanha.

## Atividades de Extensão
Com o objetivo de aproximar o estudante de engenharia de atividades extra-curriculares, os alunos da Escola de Engenharia da USP em São Carlos fundaram e gerenciam através de patrocínios da indústria brasileira e de suporte da EESC, diversos grupos de desenvolvimento prático da engenharia, dentre os quais, somam-se:

### Grupo de Estudos Avançados em Robótica (GEAR)
Fundado e atualmente coordenado por alunos e professores das Engenharias Elétrica e Computação , com participação de estudantes das engenharias mecatrônica e mecânica, o grupo GEAR tem como missão o estudo e aprimoramento das técnicas de engenharia robótica. O grupo GEAR é considerado uma divisão discente do SEL/EESC/USP. Dentre seus programas e projetos, destacou-se em Dallas, Flavio Pires , chefiando a equipe de Futebol de Robôs do Departamento de Engenharia Elétrica, vice-campeã do V Latin American Robotics Competition (Categoria RoboCup Small Soccer // F-180). A Competição, realizada entre 26 a 29 de Outubro de 2008, promovida pelo  e pela  RoboCup Federatio  RoboCup.

### Equipe EESC-USP de Aerodesign

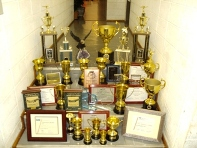
Troféus e mensões honrosas da Equipe de Aerodesign

A equipe EESC-USP de Aerodesign foi fundada em 1998 por alunos do curso de engenharia mecânica com ênfase em aeronaves da Escola de Engenharia de São Carlos. Inicialmente, o objetivo era divulgar a competição no Brasil, buscando atrair, desta forma, o interesse de outras escolas, tentando viabilizar uma competição similar a norte-americana em nível nacional. Para tanto em outubro de 1998 os trabalhos da equipe foram divulgados na Fealtec (Feira de Alta Tecnologia), evento que reúne anualmente em São Carlos-SP empresas da área de tecnologia e onde a primeira aeronave da equipe ficou em exposição e fez demonstrações de voo. Outro compromisso importante da equipe foi a participação no Congresso Internacional da SAE em São Paulo no mês de novembro de 1998, onde foi feita uma apresentação técnica do projeto na "Noite dos Estudantes", evento tradicional no congresso que reúne trabalhos de destaque realizados por estudantes de engenharia na área da mobilidade, divulgando assim a competição para os profissionais da área e atraindo potenciais patrocinadores para o futuro evento. Após esta apresentação a equipe teve a confirmação extra-oficial, que viria mais tarde a se confirmar, da realização de um campeonato nacional de AeroDesign.
A equipe obteve as seguintes premiações: tricampeã Brasileira na Classe Regular (1999, 2002 e 2015), campeã da East Competition na Classe Regular (2002), tetracampeã Brasileira na Classe Aberta (2005, 2006, 2008 e 2009), tricampeã da East Competition na Classe Aberta (2006, 2007 e 2009), bicampeã Brasileira na Classe Micro (2009 e 2010) e aampeã da East Competition na Classe Micro (2010).

### Equipe Baja SAE
A Equipe EESC USP Baja SAE é um grupo de estudantes de engenharia com aproximadamente 30 membros, que tem como objetivo a concepção de um projeto e construção de um carro da categoria off road tipo Baja para disputar em competições regionais, nacionais e internacionais organizadas pela Sociedade dos Engenheiros da Mobilidade (SAE).
Uma das equipes pioneiras do projeto baja no Brasil, fundada em 1994 ao longo dos anos em competições nacionais e internacionais, a Equipe possui um título regional, se fez duas vezes vice-campeã nacional e é Hexacampeã da competição nacional de Baja SAE. Além disso, já disputou a SAE Midwest (competição internacional de Baja) sete vezes, sendo que  segundo lugar, entre 140 equipes de oito países. Além disso, já disputou a SAE Midwest (competição internacional de Baja) sete vezes, sendo que  segundo lugar, entre 140 equipes de oito países.

### Equipe EESC-USP Formula SAE
A Equipe EESC-USP Formula SAE é um grupo formado por aproximadamente 60 estudantes de diversas engenharias, de graduação e pós-graduação, que tem como objetivo o desenvolvimento do projeto e da manufatura de um veículo de alto desempenho do tipo Formula, para disputar as competições organizadas pela Sociedade dos Engenheiros da Mobilidade (SAE) no Brasil e no exterior.
Fundada em 2003, é uma das mais tradicionais da competição, conquistou o primeiro lugar no Fórmula SAE Brasil quatro vezes (2004, 2005, 2015 e 2016) e conquistado diversos prêmios ao longo das doze competições realizadas no Brasil, como o Prêmio de Inovação Tecnológica por duas vezes (2007 e 2009) e o Prêmio de Melhor Projeto por nove vezes (2004, 2005, 2006, 2007, 2011, 2014, 2015, 2016, 2017). O escritório de projetos e a oficina estão situados no Campus I da Escola de Engenharia de São Carlos. A Equipe usufrui de grande parte da estrutura da Universidade, como por exemplo o dinamômetro do Laboratório de Motores para calibração do motor, o Laboratório de Metrologia para medição de peças e do próprio motor na máquina de medição a três coordenadas e o Laboratório de Materiais para testes mecânicos de dureza em componentes estruturais. São utilizadas também as vias dos Campi I e II para testes do protótipo. Além disso, conta-se também com o apoio de técnicos e professores, que agregam conhecimento e contribuem para o aperfeiçoamento e para o sucesso dos projetos. Promove-se também uma aproximação entre a Universidade e o mercado de trabalho através das empresas parceiras, as quais permitem a utilização de seus produtos no desenvolvimento do carro, além de realizarem treinamentos e outros eventos dos quais os estudantes participam. Ao longo de sua história, a Equipe tem se destacado por aliar tecnologia, eficiência e baixo custo, obtendo assim reconhecimento nacional e internacional.

### Empresa Júnior dos Alunos da Escola de Engenharia de São Carlos (EESC jr.)
Com a missão de proporcionar soluções de qualidade em engenharia e arquitetura, a EESC jr. tem preparado seus membros - os alunos da EESC/USP - para o competitivo mercado de trabalho brasileiro. Tendo a empresa Opto Eletrônica como atual patrocinadora institucional, a EESC jr. vem se consolidando, desde 1992, como provedora de soluções em engenharia para pequenas e médias empresas da região.

## Centro Acadêmico
O  Centro Acadêmico Armando de Salles Oliveira (CAASO) foi fundado no dia 22 de abril de 1953 pela primeira turma de alunos da Escola de Engenharia de São Carlos, o centro recebeu este nome em homenagem ao governador do Estado de São Paulo que criou a Universidade de São Paulo. O centro acadêmico possui uma escola onde são ministradas aulas do ensino médio e cursinho pré-vestibular voltada para a sociedade de baixa-renda.